# Falkensteiner Fehde
Die Falkensteiner Fehde (auch Reichskrieg gegen Philipp d.Ä. von Falkenstein) war eine Fehde, die in den Jahren 1364–1366 in der Wetterau ausgetragen wurde. Gegner waren Philipp VI. von der Licher Linie der Herren von Falkenstein auf der einen, der Wetterauer Landvogt Ulrich III. von Hanau und die Reichsstädte Frankfurt, Friedberg, Wetzlar und Gelnhausen auf der anderen Seite.

## Entstehung

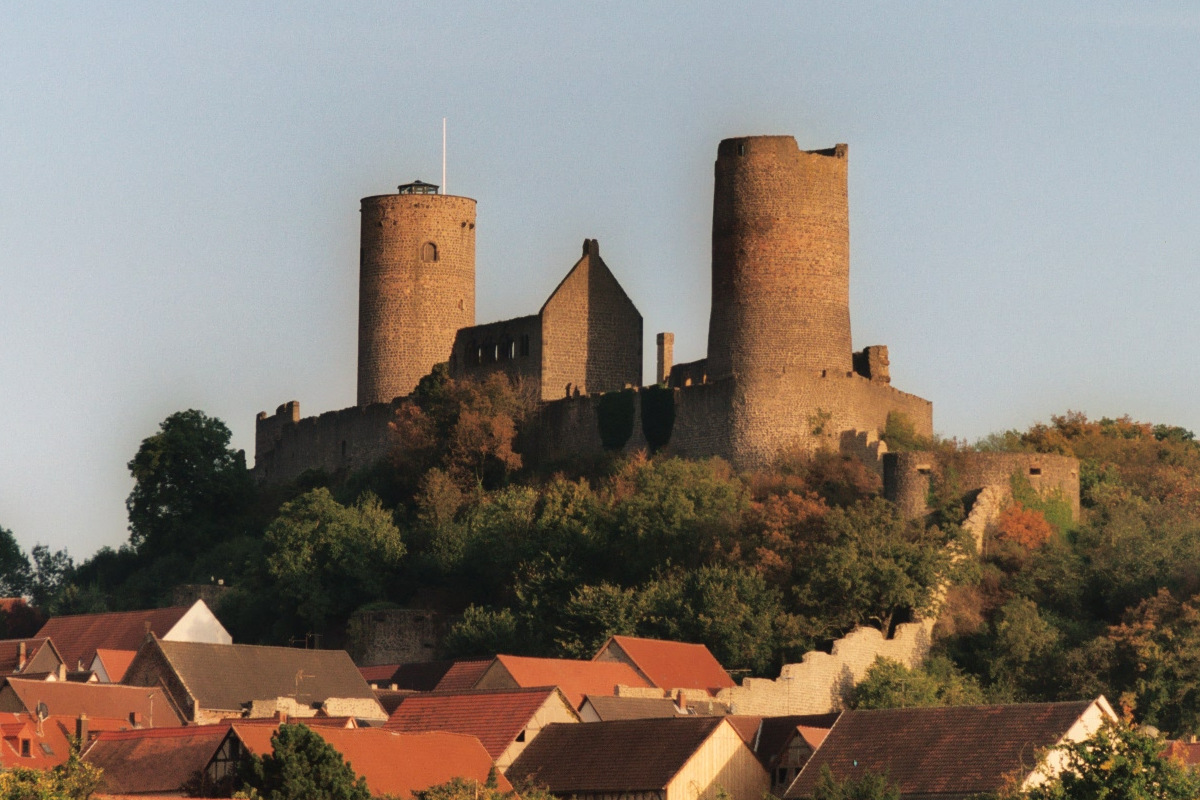
Burg Münzenberg

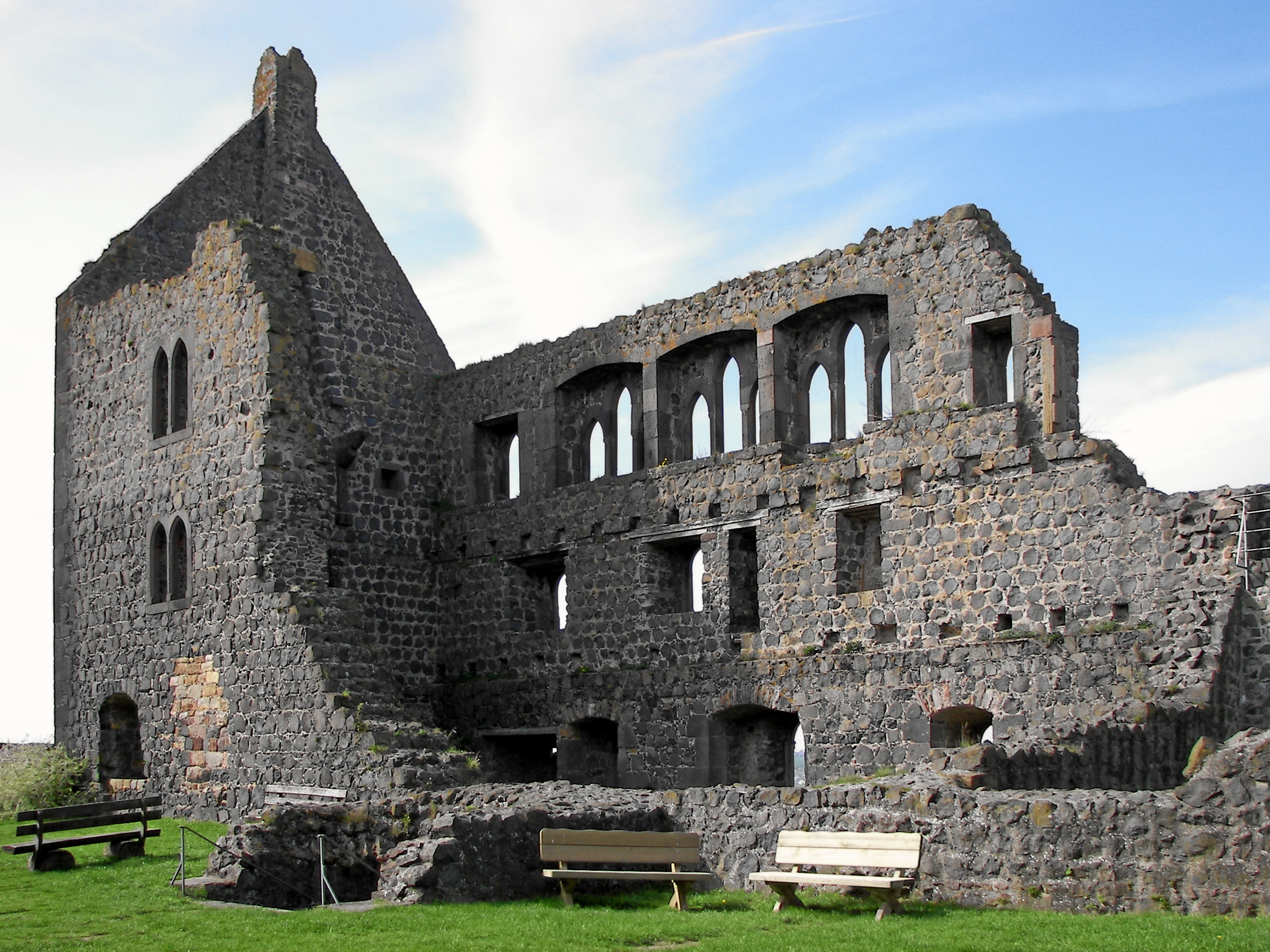
Der 1260 entstandene zusätzliche gotische Palas auf der Burg Münzenberg (sog. Falkensteiner Bau)

Der Ursprung der Fehde liegt in der Münzenberger Erbschaft des Jahres 1255, in der das reiche Erbe der Münzenberger in der Wetterau und der Dreieich zunächst in sechs Teile aufgespalten wurde. Den Falkensteinern gelang es in den folgenden Jahren, fünf Sechstel der Erbschaft durch Abfindung der Miterben an sich zu bringen. Die Position der Falkensteiner war dabei so stark geworden, dass sie nun zu den führenden Adelsgeschlechtern der Region gehörten. So konnte Philipp I. als wichtigster Teilhaber der Erbengemeinschaft kurz nach dem Erbfall etwa den Ansprüchen der Grafschaft Katzenelnbogen auf die Dreieich entgegentreten. Nur die Herren von Hanau hielten zäh an ihrem Sechstel fest. In einer Reihe von Verträgen (1258, 1278, 1288 und 1304 nach einer kürzeren Fehde) gelang es den Falkensteinern zwar, die Hanauer mit dem Bachgau, der Stadt Babenhausen sowie einem Sechstel an Münzenberg, Assenheim, Dreieichenhain sowie weiteren Rechten in der Dreieich abzufinden bzw. diese darauf zu beschränken; der Gegensatz zwischen Hanau und Falkenstein blieb aber für die Geschichte der Region im 14. Jahrhundert bestimmend, da Hanau als Ganerbe weiterhin mit einem Sechstel in wichtigen Münzenberger Burgen, besonders den mit Burgmannen besetzten Verwaltungssitzen Münzenberg, Dreieichenhain und Assenheim beteiligt war. Zwar errichteten die Falkensteiner in Münzenberg einen zweiten Palas (Falkensteiner Bau), in den Auseinandersetzungen mit Hanau waren diese Burgen aber strategisch nicht nutzbar, da hier der Burgfrieden eingehalten werden musste.
Durch die Falkensteiner Erbteilung unter den Söhnen Philipps I. in die Linien Butzbach und Lich wurde 1271 die Hanauer Position gestärkt. Das wichtige Amt des Wetterauer Landvogtes gelangte unter König Albrecht im Jahr 1300 an Ulrich I. von Hanau. In Ulrich III. trat den Falkensteinern schließlich eine bedeutende Persönlichkeit entgegen.
Anlass zur Fehde war die hanauische Befestigung von Rodheim und Streit um falkensteinische Gerechtsame im hanauischen Amt Bornheimerberg (falkensteinische Dorfherrschaft in den zum hanauischen Amt gehörigen Dörfern Bischofsheim, Vilbel, Eschersheim, Ginnheim und Nied), außerdem forderte Ulrich von Philipp eine ältere Geldschuld in Höhe von 4000 fl. zurück. Im Jahr 1363 gewann Ulrich eine Klage gegen Philipp VI. von Falkenstein, die an dessen gesamten Besitz vollstreckbar war. Dies bedrohte besonders den unmittelbaren Gemeinschaftsbesitz in Münzenberg, Assenheim, Dreieichenhain, Lich, Königstein, Hofheim, Rodheim, Hungen und Nieder-Wöllstadt. Da Philipp im Rahmen dieser Auseinandersetzungen den Wetterauer Reichslandfrieden brach, wurde über ihn 1365 die Reichsacht verhängt. Ulrich konnte ihn deshalb mit Unterstützung der Wetterauer Reichsstädte in seiner Funktion als Reichslandvogt bekriegen.

## Verlauf der Fehde

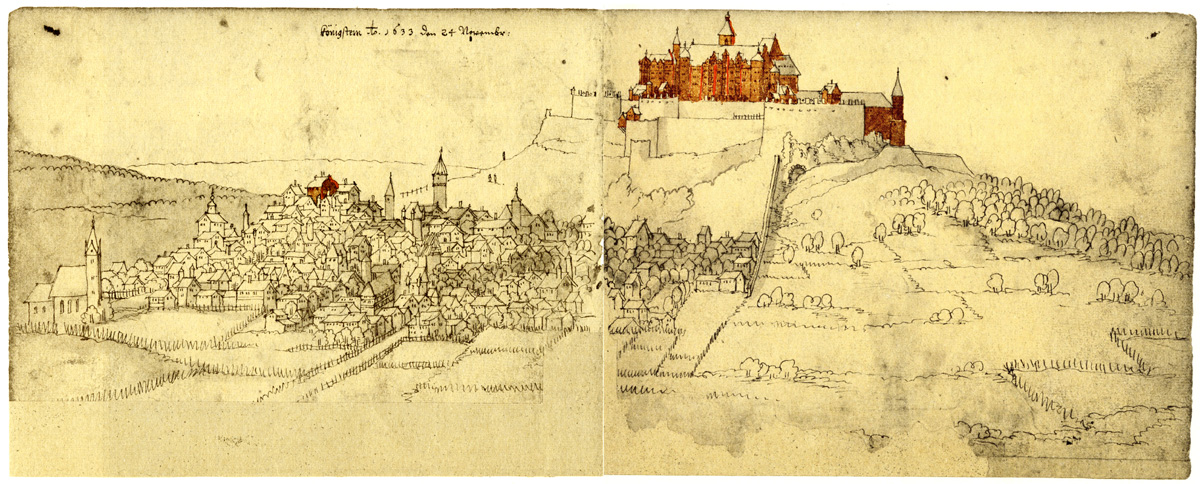
Valentin Wagner: Königstein von Nordosten 1633

Noch im April des Jahres 1365 gelang es Ulrich mit Hilfe seiner Verbündeten, die Stadt Lich mit der benachbarten Burg Warnsberg zu erobern. Zu Zerstörungen kam es auch an den falkensteinischen Burgen und Städten Königstein und Hofheim. Letzteres wurde 1366 von Kurmainz erobert. Schließlich wurde in die Auseinandersetzung noch die verwandte Butzbacher Linie hineingezogen, deren Angehörige allerdings mit dem Trierer Erzbischof Kuno II. von Falkenstein auf Seiten der Hanauer kämpften. Nachweisen lassen sich durch urkundliche Erwähnungen Zerstörungen der Orte Ober- und Nieder-Bessingen, Ettingshausen und Münster, dazu weitere, nicht namentlich genannte sloz, stede und burge.
Ein Schreiben des Trierer Erzbischofs Werner von Falkenstein an die Stadt Frankfurt aus dem Jahr 1414 enthält weitere Angaben über die Frankfurter Beteiligung an der Fehde. So konnten die Frankfurter Truppen nach zweijähriger Belagerung die Burg Königstein brechen, die dabei durch Geschützbeschuss großen Schaden erlitt. Verwüstet wurde ferner die Flur von Lich, die dortige Burg zerstört, die Neustadt niedergebrannt und geplündert. Sie eroberten und besetzten Hofheim, belagerten und eroberten die Burg Neufalkenstein und den Turm Ziegenberg. Niedergebrannt wurden die Dörfer Schneidhain, Altenhain, Neuenhain, Oberhöchstadt, Schönberg, Nieder-Wöllstadt, Langen, Sprendlingen, Mörfelden und Götzenhain. In der Nähe von Münzenberg und in der Dreieich wurden Wälder abgeholzt und das Holz nach Frankfurt transportiert. Auf dem Weg von Mainz nach Königstein nahmen die Frankfurter zehn Wagen mit Wein. Es lässt sich erkennen, dass die Kriegshandlungen einen weiten Teil des östlichen Taunus und dessen Vorland, die Wetterau und das Rhein-Main-Gebiet betrafen.

## Einigung
Im Jahr 1366 konnte Philipp die Kriegsmüdigkeit der Städte zu einem günstigen Friedensschluss nutzen. Der nach längeren Verhandlungen am 11. Juli 1366 vermittelte Frieden zwischen Philipp und Ulrich beließ den Falkensteinern Lich, jedoch ohne die Burg Warnsberg. An Kurmainz ging die Stadt Hofheim endgültig verloren. An Rodheim, dessen Befestigung durch Ulrich die Fehde ausgelöst hatte, war er künftig nur noch hälftig beteiligt.
Finanzielle Schwierigkeiten wegen ausstehender Burglehensgelder führten Philipp einige Jahre später in eine weitere Fehde mit den Herren von Reifenberg. Er starb, nachdem er bei der Flucht aus der belagerten Burg Königstein gestürzt war. Darüber hinaus kamen seine Frau und seine Söhne in Gefangenschaft und mussten durch den Trierer Erzbischof Werner von Falkenstein zu einem hohen Preis ausgelöst werden. Aufgrund der aus beiden Fehden erwachsenen finanziellen Schwierigkeiten musste seine Witwe Agnes im Jahr 1378 die Burg Königstein für 7000 fl. an Philipp VII. von Falkenstein, Ulrich von Hanau und die Stadt Frankfurt versetzen. Die durch Burgenbau geprägte Falkensteiner Territorialpolitik fand damit ihr Ende.